# Lamellarea ardua
Lamellarea ardua är en kvalsterart som beskrevs av Kok 1968. Lamellarea ardua ingår i släktet Lamellarea och familjen Lamellareidae. Inga underarter finns listade i Catalogue of Life.